# Friedrich Ludwig Schröder
Friedrich Ludwig Schröder (Schwerin, 1744. november 3. – Rellingen, 1816. szeptember 3.) német színész és színigazgató. A szabadkőművesség megújítójaként megalapította saját rituális munkáját, az úgynevezett "Schröder-féle tanítási stílust", amelyet ma is számos páholy tart fenn – Németországon kívül is (A Schröder-féle tanítási stílus egy  rituális szabadkőműves forma, amely ellentétben állt a szigorú betartással).

## Életútja
Anyjával, aki másodízben Konrad Ernst Ackermann színészhez ment nőül, bejárta Porosz- és Lengyelországot és gyermekszerepekben lépett föl, majd a königsbergi kollégiumba lépett. 1759-ben Svájcba ment szüleihez, ahol továbbképezte magát, sőt még balettet is tanult. 1764-ben Hamburgban lépett föl, ahol eleinte csak táncával és egyes vígjátékokban aratott sikert, később a tragédiára ment át, mely téren nagy művészi sikereket ért el. 1771-ben, Ackermann halála után a hamburgi színház vezetését anyjával együtt átvette és Der Arglistige és más vígjátékával csakhamar írói névre is szert tett. 1786-ban művészi körutat tett Németországban, majd Párizsba ment, míg 1791-ben a bécsi Hoftheatertól kapott meghívást; nemsokára azonban Hamburgba tért vissza, ahol 1798-ban vezetője volt a színháznak. Ekkor visszavonult rellingeni birtokára. Legkitűnőbb tragikus szerepei voltak: Lear, Fülöp (Don Carlos), de a komikus szakában is érvényesítette tehetségét egyszerű és igazi játékával. Drámai munkáit Bülow adta ki Tieck bevezetésével.